# Saison 2 de Dawson
Chronologie
Saison 1 Saison 3
Cet article présente le guide des épisodes de la deuxième saison du feuilleton télévisé Dawson (Dawson's Creek).

## Épisodes

### Épisode 1:Et Dawson créa la femme
- Titre original : The Kiss
- Numéro(s) : 14 (2 - 01)
- Scénariste(s) : Jon Harmon Feldman
- Réalisateur(s) : David Semel
- Diffusion(s) : 
  -  États-Unis : 7 octobre 1998
  -  France : 18 avril 1999
- Résumé : Après leur premier baiser passionné, Dawson et Joey ont du mal à réaliser que cette relation platonique a abouti à la naissance d’une histoire romantique. Joey doit choisir entre la France et cette nouvelle relation.

Pendant ce temps, Pacey rencontre une nouvelle fille dans la rue, Andie McPhee, qui le prend pour un agent de police après être sorti de la voiture de son père. Mitch consulte un avocat pour le divorce, sans en informer Gale, qui croit aveuglément qu’ils sont au bord de la réconciliation.

### Épisode 2:L'amour craque
- Titre original : Crossroads
- Numéro(s) : 15 (2 - 02)
- Scénariste(s) : Dana Baratta
- Réalisateur(s) : Dennie Gordon
- Diffusion(s) : 
  -  États-Unis : 14 octobre 1998
  -  France : 25 avril 1999
- Résumé : Pacey échoue au test du permis de conduire le jour de son anniversaire, et Dawson est tellement absorbé par sa nouvelle relation avec Joey qu’il en oublie son ami. Touché et se sentant exclu, Pacey décide d’étendre ses horizons. Alors qu’il furetait sans arrière pensée dans la chambre de Joey, Dawson lit certaines remarques désobligeantes dans son journal intime qui l’amènent à remettre en question la confiance qu’il avait en son amie.

Le couple Dawson-Joey affecte aussi Jen qui, rongée par la solitude, se lie d’amitié avec l’ennemi du groupe, Abby Morgan. Par son penchant pour l’alcool et ses pensées perverses, Abby risque d’avoir une mauvaise influence sur Jen! Mitch suggère que Gale et lui essaient le mariage «libre» afin de préserver ce qui peut encore l’être.

### Épisode 3:Petites Scènes de la vie conjugale
- Titre original : Alternative Lifestyles
- Numéro(s) : 16 (2 - 03)
- Scénariste(s) : Mike White
- Réalisateur(s) : David Semel
- Diffusion(s) : 
  -  États-Unis : 21 octobre 1998
  -  France : 2 mai 1999
- Résumé : Jen et Dawson sont partenaires, dans le cadre de leur cours d’économie, afin d’établir un budget familial comme tout couple doit le faire. Abby convainc alors Jen de profiter de la situation pour séduire Dawson. Pacey, lui, est avec Andie, qui lui révèle alors la vérité sur sa famille. Pendant ce temps-là, Mitch parle à Dawson à propos de sa nouvelle relation avec Joey, et annonce à Gale qu’il a décidé qu’un divorce serait la meilleure solution. Durant ses recherches pour son projet d’économie, Joey commence à voir la pleïade de possibilités que lui réserve la vie !

### Épisode 4:Hier ne meurt jamais
- Titre original : Tamara's Return
- Numéro(s) : 17 (2 - 04)
- Scénariste(s) : Mike White
- Réalisateur(s) : Jesus Trevino
- Diffusion(s) : 
  -  États-Unis : 28 octobre 1998
  -  France : 9 mai 1999
- Résumé : La nouvelle passion de Joey pour l’art empiète sur sa relation avec Dawson. Elle craint que toute sa vie ne repose sur Dawson et celui-ci ne semble pas se rendre compte de l’importance de cette passion pour elle ! Alors que Pacey continue son numéro avec Andie, il rencontre Tamara et réalise alors qu’il est loin de l’avoir oubliée!

De plus, lorsque Jen et Abby rencontrent un bel étranger qui est plus attiré par Jen que par Abby, Abby décide de laisser tomber sa nouvelle amie.

### Épisode 5:Nuit blanche à Capeside
- Titre original : Full Moon Rising
- Numéro(s) : 18 (2 - 05)
- Scénariste(s) : Dana Baratta
- Réalisateur(s) : David Semel
- Diffusion(s) : 
  -  États-Unis : 4 novembre 1998
  -  France : 16 mai 1999
- Résumé : Joey fait part de ses croyances sur les événements étranges qui surviennent lors d’une pleine lune, pendant que Dawson soutient le caractère romantique de cet événement.

Déterminée à séduire Vincent, cet homme plus âgé, Jen réalise qu’elle a fait une erreur lorsque la situation tourne mal. Pacey et Andie finissent finalement par accepter de sortir ensemble mais, comme si le destin l’avait décidé, ils n’ont pas pu se retrouver chacun au même endroit et au même moment. Pendant ce temps, Jack et Joey combattent une étrange puissance (qui les mène à un baiser interdit) mais sont aidés par un étrange client solitaire.

### Épisodes 6 à 21

#### Episode 6: Le bal, c'est casse-pieds
- Résumé: Andie convainc Dawson, Joey et Pacey d'aller au bal de leur lycée. Elle invite son frère et essaye de le caser avec Jen. Lors de la soirée  Pacey refuse de danser avec Andie mais pendant la soirée il dansera avec une autre fille ce qui rendra Andie jalouse et à la fin de la soirée sur le ponton il danseront  et s'embrasseront pour la première fois. En parallèle durant la soirée Jack s'excuse auprès de Joey de l'avoir embrassé et Dawson les entendra et frappa Jack. En fin de soirée Joey et Dawson se retrouveront dans sa chambre ils se disputeront et Joey s'enfuit par la fenêtre.

### Épisode 22:Tout feu, tout flambe
- Titre original : Parental Discretion Advised
- Numéro(s) : 35 (2 - 22)
- Diffusion(s) : 
  -  États-Unis : 26 mai 1999
- Résumé : Dawson décide de faire savoir à monsieur Potter qu'il n'ignore rien sur ses petits trafics de drogues, tandis que Pacey et son père ont une discussion à propos du départ d'Andie...